# Бейкер, Стивен
Сти́вен Бе́йкер (англ. Stephen Baker; настоящая фамилия Бахер, нем. Bacher; 17 апреля 1921, Вена — 13 сентября 2004, Нью-Йорк) — американский писатель и деятель рекламной индустрии.

## Биография
Вырос в Будапеште, в 1940 г. вместе с семьёй уехал в США. С конца 1940-х гг. работал в рекламном деле художником и автором текстов, достигнув в своём деле значительных успехов. На рубеже 1950-60-х гг. Бейкер был вице-президентом и креативным директором одного из ведущих американских агентств Cunningham & Walsh, затем создал собственную рекламную фирму. Бейкеру принадлежит несколько книг по теории и практике рекламы, пользовавшихся в своё время популярностью, — в том числе «Оформление рекламы и развитие искусства» (англ. «Advertising Layout and Art Direction»; 1959) и «Систематический подход к созданию рекламы» (англ. «The Systematic Approach to Advertising Creativity»; 1979, ISBN 0-07-003352-8).
Преимущественную известность Бейкеру принесли, однако, его юмористические сочинения, и прежде всего — книга «Как жить с собакой-невротиком» (англ. How to Live with a Neurotic Dog; 1960), переизданная в восьми странах (русский перевод — Минск: Попурри, 2004, ISBN 985-438-947-2), а также последовавшая за ней «Как жить с кошкой-невротиком» (англ. How to Live with a Neurotic Cat; русский перевод — Минск: Попурри, 2004, ISBN 985-438-948-0). Созданные как своеобразные пародии на серьёзные работы по ветеринарии, они чередуют советы по уходу за собаками и кошками с юмором на ту же тему. Слово «невротик» в названиях книг — чистая фикция, книги не относятся к неврологии животных.
Эти книги не стоит использовать как руководство по уходу заживотными, но те, у кого есть свои домашние любимцы, с удовольствием узнают, что их "милые" привычки достаточно распространены. и всамом деле, неужели не ясно, почему собака ест, не разжевывая, - ведь так быстрее.
Другие юмористические книги Бейкера — «Игры, в которые играют собаки» (англ. «Games Dogs Play»), «Как проходить анализ у психоаналитика-невротика» (англ. «How to be Analyzed by a Neurotic Psychoanalyst»; 1970) и т. п.